# 瀬川菊之丞 (3代目)
三代目 瀬川 菊之丞（せがわ きくのじょう、宝暦元年〈1751年〉 - 文化7年12月4日〈1810年12月29日〉）とは、化政期に活躍した女形の歌舞伎役者。屋号は始め富士屋、のち濱村屋。俳名は玉川、路考。通称は仙女菊之丞、仙女路考。

## 来歴
上方出身。日本舞踊市山流の初代市山七十郎の次男として生まれる。はじめ父の元で修行し市山七之助を名乗り、明和2年（1765年）11月には市山富三郎と改名する。明和8年（1771年）、大坂の竹田芝居で『桂川連理柵』の信濃屋お半を演じて評判となり、これがきっかけで翌年5月に中の芝居に出る事になり、やはり信濃屋お半を演じた。
一方江戸では、安永2年（1773年）春に二代目瀬川菊之丞が死去する。その遺言によれば後継として、当時大坂にいた富三郎を指名したというが、これについては二代目菊之丞の弟子だった富三郎の兄、瀬川七蔵（のちの初代瀬川如皐）の口添えがあったともいう。富三郎は同年の暮江戸に下り瀬川富三郎と改名し、翌安永3年（1774年）春の市村座で二代目菊之丞一周忌追善として、『百千鳥娘道成寺』（ももちどりむすめどうじょうじ）を踊り、大評判となる。同年11月市村座の顔見世で三代目瀬川菊之丞を襲名した。
人気・実力ともに江戸歌舞伎の最高峰として活躍し、文化5年（1808年）には女形ながら座頭となったほどだった。風姿と口跡に優れ、地芸と所作を兼ねたほか、世話物の娘役と傾城を得意とし、舞踊にも優れていた。四代目岩井半四郎とともに「女形の両横綱」と称された。
寛政年間に京橋南伝馬町三丁目稲荷新道（現・東京都中央区京橋三丁目）の坂本屋は、菊之丞の俳名「仙女」にちなんだ「仙女香」という名の白粉を販売した。坂本屋が絵双紙の検査役でもあったことから、版元たちはご機嫌取りに絵双紙の中に仙女香の文字を入れ込み、それが宣伝となって仙女香は大ヒット商品となった。